# CXCL15
CXCL15, hemokin (C-X-C motiv) ligand 15, je mali citokin iz CXC hemokin familije koje je dosad bio opisan samo kod miševa. Ovaj hemokin je takođe poznat pod imenom lungkin. CXCL15 je ELR+ CXC hemokin (on sadrži aminokiselinsku sekvencu E-L-R neposredno ispred CXC motiva) koji regrutuje neutrofile tokom inflamacije pluća. On je prisutan u znatnoj koncentraciji u epitelijalnim ćelijama pluća, a može se takođe naći i u drugim mukoznim organima kao što je urogenitalni i gastrointestinalni trakt, i u endokrini organima kao što su adrenalne žlezde. Gen za CXCL15 se nalazi ko miša na hromozomu 5.